# 索默费特
索默费特，挪威语言学家。曾就读于巴黎大学。1918年开始在奥斯陆大学任教，1931年成为教授——也是挪威首位语言学教授。他是将结构主义介绍到挪威的核心人物，还对爱尔兰语、威尔士语、布列塔尼语等做了广泛调查。写有挪威语词典、《语言的历时与共时研究》（1962）等。